# Der Mann aus dem Westen
Der Mann aus dem Westen ist ein US-amerikanischer Western des Regisseurs Anthony Mann aus dem Jahre 1958 mit Gary Cooper in der Hauptrolle.

## Handlung
Link Jones reitet nach Crosscut, um den Zug nach Fort Worth zu nehmen. Im Auftrag seiner Gemeinde soll er eine Lehrerin für die Schule finden. Er gibt einen falschen Namen an, als ihn der Marshal anspricht. Am Bahnhof lernt er den Spieler Sam Beasley kennen, der ihm während der Zugfahrt die Sängerin Billie Ellis als mögliche Lehrkraft vorstellt. Sie werden von einem weiteren Fahrgast belauscht.
Bei einem Zwischenhalt wird der Zug von drei Banditen überfallen. Ein vierter Bandit, der sich im Zug befindet, schlägt Link nieder und nimmt ihm das Geld für die Lehrkraft ab. Der Lokführer kann mit dem Zug und den Passagieren entkommen. Neben Link bleiben auch Sam und Billie zurück. Link, der die Gegend von früher kennt, führt sie zu einer einsam gelegenen Hütte, um dort die Nacht zu verbringen.
Unerwartet treffen sie in der Hütte auf Coaley, Trout und Ponch, die für den Überfall verantwortlich waren. Alcutt, der vierte Bandit im Zug, liegt tödlich verwundet im Nebenzimmer. Als der Anführer Dock Tobin auftaucht, wird klar, dass Link selbst einmal der Bande angehört hat. Um seine Begleiter zu schützen, gibt er Billie als seine Frau aus und erklärt, erneut der Bande angehören zu wollen. Coaley fühlt sich durch Link herausgefordert, erschießt Alcutt und zwingt Billie, sich vor allen anderen auszuziehen, indem er Link ein Messer an die Kehle hält.
Am nächsten Morgen kommt Claude an, den Link von klein auf kennt. Die Bande ist sich uneins, ob sie Link noch trauen kann. Dock setzt sich durch und beschließt einen letzten großen Überfall in Lassoo. Während der Fahrt dorthin kommt es zu einer Schlägerei, in der sich Link an Coaley rächt und ihn vor seinen Kumpanen auszieht. Der Gedemütigte versucht Link zu erschießen. Sam geht dazwischen und wird erschossen. Coaley kommt durch Dock um. 
Billie erklärt Link ihre Zuneigung, doch er ist bereits verheiratet und hat zwei Söhne. Link soll sich beweisen und die Lage in der Stadt auskundschaften. Der stumme Trout geht als Bewacher mit und erhält von Claude den Befehl, Link zu töten. Lassoo erweist sich als Geisterstadt. Trout erschießt die angetroffene Bewohnerin, eine alte Mexikanerin, die mit ihrem Mann dort lebt, und kommt selbst um. Link wartet nun auf Claude und Ponch und kann sie ausschalten. Als Link ins Lager zurückkehrt, entdeckt er Billie, die vergewaltigt wurde. Er stellt Dock, der den Schusswechsel nicht überlebt, und findet bei ihm das Geld der Gemeinde. Link und Billie kehren zurück.

## Kritiken
„Einer der meistgerühmten Western der 50er Jahre, der in Darstellung und Gestaltung überdurchschnittlich ist, dessen Scheinmoral und zahlreiche Härten aber fragwürdig bleiben.“

„Inhaltlich ein beachtenswerter Wildwestfilm, in der Gestaltung jedoch in bedenklichem Maße brutal und schwül.“

## Hintergrund
Das Drehbuch von Reginald Rose basierte auf dem Roman Der Fluch des Gesetzlosen bzw. Der Mann aus dem Westen von Will C. Brown. 
Für Hauptdarsteller Gary Cooper war es nach Sturm über dem Pazifik die zweite Zusammenarbeit mit Julie London und sein einziger Film mit Regisseur Anthony Mann, der hier seinen zehnten und letzten vollständig abgedrehten Western ablieferte. 
Die United Artists brachte den in CinemaScope gedrehten Film 1959 in die bundesdeutschen Lichtspielhäuser. In dieser bis heute gebräuchlichen Synchronfassung bekam Gary Cooper die Stimme von Heinz Engelmann.